# Día Mundial de la Diabetes
El Día Mundial de la Diabetes se celebra el 14 de noviembre desde 1991 y fue oficializado como día internacional  por la Asamblea General de las Naciones Unidas en 2006.

## Proclamación
El Día Mundial de la Diabetes fue proclamado por la Organización Mundial de la Salud (OMS) y la Federación Internacional de la Diabetes (FID) en 1991, en respuesta a la creciente preocupación por la amenaza que esta enfermedad representa para la salud pública a nivel global. El 20 de diciembre de 2006, la Asamblea General de las Naciones Unidas oficializó esta fecha como un día internacional bajo el auspicio de la ONU. La proclamación busca aumentar la conciencia sobre la diabetes y promover el acceso a la atención médica adecuada para prevenir y controlar la enfermedad, reduciendo así las complicaciones y las muertes prematuras asociadas.

## Celebración
Este día se celebra cada 14 de noviembre, y la fecha fue elegida en conmemoración del nacimiento de Frederick Banting, quien, junto con Charles Best, descubrió la insulina en 1922. La primera celebración tuvo lugar en 1991. Desde 2007, como parte de la campaña global promovida por la FID, monumentos y edificios icónicos en todo el mundo se iluminan en azul para aumentar la visibilidad de la diabetes y simbolizar la unidad en la lucha contra esta enfermedad. El color azul, que representa el cielo y la bandera de las Naciones Unidas, refuerza la conexión global y la solidaridad en esta causa. Durante esta jornada, se realizan campañas de concienciación a nivel mundial, caminatas, talleres educativos, y la distribución de material informativo sobre la prevención, detección y tratamiento de la diabetes. La comunidad global de la diabetes utiliza este día para abogar por un mejor acceso a los tratamientos y cuidados necesarios para las personas con diabetes, destacando el impacto de la enfermedad en la salud pública.

## Temas
Lista de temas de 1991 a 2006:
- 1991: Diabetes Goes Public, ('La diabetes se hace pública')
- 1992: Diabetes: A Problem of All Ages in All Countries, ('Diabetes: Un problema de todas las edades en todos los países')
- 1993: Growing Up with Diabetes, ('Creciendo con diabetes')
- 1994: Diabetes and Growing Older, ('Diabetes y envejecimiento')
- 1995: The Price of Ignorance, ('El precio de la ignorancia')
- 1996: Insulin for Life! ('¡Insulina para la vida!')
- 1997: Global Awareness: Our Key to a Better Life, ('Conciencia global: Nuestra clave para una vida mejor')
- 1998: Diabetes and Human Rights, ('Diabetes y derechos humanos')
- 1999: The Costs of Diabetes, ('Los costos de la diabetes')
- 2000: Diabetes and Lifestyle in the New Millennium, ('Diabetes y estilo de vida en el nuevo milenio')
- 2001: Diabetes and Cardiovascular Disease, ('Diabetes y enfermedades cardiovasculares')
- 2002: Your Eyes and Diabetes, ('Tus ojos y la diabetes')
- 2003: Diabetes and Kidneys, ('Diabetes y riñones')
- 2004: Diabetes and Obesity, ('Diabetes y obesidad')
- 2005: Diabetes and Foot Care, ('Diabetes y cuidado de los pies')
- 2006: Diabetes and the Disadvantaged and Vulnerable, ('Diabetes y los desfavorecidos y vulnerables')
- 2007-2008: Diabetes in Children and Adolescents, ('Diabetes en niños y adolescentes')[6]
- 2009-2013: Entienda la diabetes y tome el control[7]
- 2014-2015: Diabetes: protejamos nuestro futuro[8][9]
- 2016: ¡Ojo con la diabetes, ve por tu salud![10]
- 2017: Nuestro derecho a un futuro sano[11]
- 2018-2019: Familia y Diabetes[12][13]
- 2020: Diabetes: Los profesionales de enfermería marcan la diferencia[14]
- 2021-2023: El acceso a los cuidados de la diabetes[15]
- 2024-2026: Diabetes y bienestar[16]